# JDBC (API nativa)
Il driver JDBC di tipo 2, chiamato anche API nativa, è un'implementazione di driver per database che utilizza librerie di accesso ai dati client side. Il driver converte le chiamate ai metodi JDBC in chiamate all'API nativa del database.
Un driver di tipo 2 non è scritto interamente in Java, perché si interfaccia con codice scritto in altri linguaggi che esegue le chiamate finali per il database. Esso è compilato per l'uso su un particolare sistema operativo. Per una migliore interoperabilità tra le piattaforme, sono da preferire i driver di tipo 4, che sono realizzati interamente in Java.
Ad ogni modo, il tipo 2 fornisce più funzionalità e migliori performance rispetto al tipo 1 perché non ha il sovraccarico dovuto alle chiamate alle funzioni ODBC.